# 제1근위사단 (일본군)
근위 제1사단(일본어: 近衛第1師団 고노에 다이이치시단[*], 영어: 1st Guards Division (1GD))은 일본 제국 육군의 근위 사단이다.

## 역사

### 청일 전쟁
청일 전쟁에 동원되었고, 뒤이어 을미 전쟁에 제2사단과 함께 참가하였다.

### 러일 전쟁
러일 전쟁에는 제1군에 전속하여 근위후비혼성여단과 함께 참가하였다. 요양 회전에서의 공로를 인정받아 사단장 하세가와 요시미치이 조선주차군사령관으로 취임하였고, 사하 전투를 마친뒤 근위 제1여단장 아사다 노부오키가 후임 근위사단장에 취임하였다. 봉천 전투
1904년 6월 15일, 겐카이나다 해역에서 후비근위보병 제1연대가 탄 수송선가 블라디보스토크 순양함대의 공격을 받고 약 1천명이 사망하였다.
1910년 5월 29일, 사단 사령부가 도쿄시 고지마지구로 이사하였다.

### 중일 전쟁
중일 전쟁이 일어났지만, 근위사단은 동원되지 않자, 사단장 이이다 사다카타 중장이 천황에게 출정을 간청하여 승낙을 받아내었다. 1939년 9월에 근위사단은 위수근위사단, 사단에서 분리된 근위 제1,2여단은 각각 혼성여단으로 재편성되었고, 이듬해 1940년에 중국 대륙으로 배치되었다.
제1근위혼성여단은 제21군에 배속하였다. 광둥에 상륙하여 광둥 전투와 난닝 전투에서 국민혁명군와 전투를 벌였다.
혼성여단으로 차출되지 않은 근위대와 새로 창설된 근위 제6연대으로 위수근위사단를 편성하였다.

### 근위임무
1941년 4월 도쿄로 귀환한 제1근위혼성여단이, 2년 2개월 뒤의 1943년 6월에 위수근위사단에 합쳐져 제1근위사단으로 재편성되었다.
천황의 항복 선언을 거부한 근위사단장 모리 다케시 중장과 제2총군 참모 시라이시 미치노리 중좌를 죽이고 궁성 사건을 일으켰다. 얼마 안가 진압되었고, 근위 제1사단은 동원해제에 따라 군기를 반납하고 해체되었다. 일부 장병이 9월 10일 금위청 황궁위사총대로 옮겨갔지만, 얼마 있지 않아 금위청 또한 1946년 3월 31일에 폐지되었다.

## 부대

### 1943년
- 근위 제1연대
- 근위 제2연대
- 근위 제6연대

### 1930년
- 근위 제1여단
  - 근위 제1연대
  - 근위 제2연대
- 근위 제2여단
  - 근위 제3연대
  - 근위 제4연대
- 기병 제1여단
  - 근위기병연대 - 도야마
  - 기병 제13연대 - 나라시노
  - 기병 제14연대 - 나라시노
- 근위야포병연대 - 세타가야
- 야전중포병 제4연대 - 요쓰카이도시
- 야전중포병 제8연대 - 세타가야
- 근위공병대대 - 아카바네
- 철도 제1연대 - 지바
- 철도 제2연대 - 쓰다누마
- 전신 제1연대 - 나카노
- 비행 제5연대 - 다치카와 비행장
- 기구대 - 도코로자와
- 근위치중병대대 - 도쿄부 오바시

### 1941년, 근위혼성여단
- 근위연대
- 근위 제3연대
- 근위 제4연대
- 근위 제5연대
- 근위포병연대
- 근위수색연대
- 근위공병연대
- 근위치중병연대

### 근위국
- 보병 제2연대
- 기병 제1중대
- 포병 제1대대
- 공병 제1중대
- 치중병 제1소대
- 군악대 제1대

## 기록

### 소속
- 제21군, 1940년

### 계보
- 근위사단, 1891년 12월 14일
- 위수근위사단, 1939년 9월
- 근위혼성여단, 1939년 9월
- 제1근위사단, 1943년 6월

### 참전
- 청일 전쟁
- 러일 전쟁
- 중일 전쟁
  - 광둥 전투
  - 난닝 전투

## 참고
- Madej, Victor (1981). 《Japanese Armed Forces Order of Battle, 1937–1945》 (영어). Game Publishing Company. ASIN B000L4CYWW.